# Grand Hotel (película de 1932)
Grand Hotel (en inglés: Grand Hotel, /ˈɡrænd hoˈtɛl/) es una película dramática pre-code estadounidense de 1932, dirigida por Edmund Goulding y producida por Metro-Goldwyn-Mayer. El guion de William A. Drake está basado en su obra de teatro de 1930 del mismo título, adaptada previamente de una novela de 1929 Menschen im Hotel de Vicki Baum. Ganadora del Premio de la Academia a mejor película, hasta la fecha es la única película que ha ganado este premio sin haber sido nominada en ninguna otra categoría.
El argumento se compone de una serie de historias entrecruzadas en el escenario de un hotel de Berlín, inspirado en el Hotel Adlon del barrio berlinés Unter den Linden. El filme fue protagonizado por los hermanos John y Lionel Barrymore, Wallace Beery, Joan Crawford y Greta Garbo. Es el primero de los denominados "all star films", en los que varias estrellas de renombre comparten escena.
Grand Hotel ha demostrado ser influyente en los años transcurridos desde su lanzamiento original. La frase «Quiero estar sola», pronunciada por Greta Garbo, fue listada como la número 30 en el listado del American Film Institute de las 100 frases más influyentes del cine estadounidense. En 2007, la película fue considerada «cultural, histórica y estéticamente significativa» por la Biblioteca del Congreso de Estados Unidos y seleccionada para su preservación en el National Film Registry.

## Argumento
El doctor Otternschlag (Lewis Stone), un veterano desfigurado de la Primera Guerra Mundial y residente permanente del Grand Hotel de Berlín, observa: "La gente viene, se va. No pasa nada".
El barón Félix von Geigern (John Barrymore), que desperdició su fortuna y se mantiene como jugador de cartas y ladrón de joyas ocasional, se hace amigo de Otto Kringelein (Lionel Barrymore), un contable moribundo que ha decidido pasar sus últimos días disfrutando una vida de lujo en el hotel. El antiguo empleador de Kringelein, el director general Preysing (Wallace Beery), está en el hotel para cerrar un trato importante, y contrata a la taquígrafa Flaemmchen (Joan Crawford) para que lo asista. Ella aspira a ser actriz y muestra a Preysing algunas fotos de una revista para las que posó, lo que implica que está dispuesta a ofrecer más que escribir si él le ayuda a avanzar en su carrera.
Otra huésped es la bailarina rusa Grusinskaya (Greta Garbo), cuya carrera está en decadencia. Mientras se encuentra en el teatro, el barón decide robar sus joyas, pero cuando está robando ella regresa y él se esconde en su habitación. Más tarde, cuando la escucha hablar consigo misma acerca de un potencial suicidio, decide salir de su escondite y ayudarla, lo cual genera atracción por parte de Grusinskaya. A la mañana siguiente, el Barón devuelve las joyas de Grusinskaya, y ella perdona su robo. Ella lo invita a acompañarla a Viena, una oferta que acepta. Para ello, el barón necesita desesperadamente dinero para pagar su salida del grupo criminal con el que ha estado trabajando. Después de una partida de cartas en la que Kringelein lo gana todo, intenta aprovecharse de la borrachera de este para robar su billetera, pero se arrepiente y se la devuelve antes que descubra su robo.
Como parte de un plan de fusión empresarial desesperado, Preysing debe viajar a Londres y le pide a Flaemmchen que lo acompañe. Más tarde, cuando los dos están en su habitación Preysing ve la sombra del barón revolviendo sus pertenencias. Se enfrenta a este y Preysing lo golpea con un teléfono, matándolo. Flaemmchen ve lo que sucedió y se lo dice a Kringelein, quien se enfrenta a Preysing. Él insiste en que actuó en defensa propia, pero Kringelein llama a la policía y Preysing es arrestado.
Grusinskaya parte hacia la estación de trenes, esperando encontrar al barón esperándola allí. Mientras tanto, Kringelein se ofrece a cuidar a Flaemmchen, quien sugiere que busquen una cura para su enfermedad. Al salir del hotel, el doctor Otternschlag observa nuevamente: «Grand Hotel. Siempre es lo mismo. La gente viene. La gente se va. Nunca sucede nada».

## Reparto
- Greta Garbo - Grusinskaya, la bailarina
- John Barrymore - Barón Felix von Geigern
- Joan Crawford - Flaemmchen, la secretaria
- Wallace Beery - Director General Preysing
- Lionel Barrymore - Otto Kringelein
- Lewis Stone - Dr. Otternschlag
- Jean Hersholt - Senf, el portero
- Rafaela Ottiano - Suzette
- Tully Marshall - Gerstenkorn

## Producción
El productor Irving Thalberg compró los derechos de la novela Menschen im Hotel de Vicki Baum por $13 000 y luego encargó a William A. Drake que la adaptara para el teatro. La obra se estrenó en Broadway en el National Theatre el 13 de noviembre de 1930 y fue representada 459 veces. Satisfecho con su éxito, Thalberg hizo que Drake y Béla Balázs escribieran el guion y presupuestaron el proyecto en $700 000. Hubo cierta controversia sobre Greta Garbo, con su fuerte acento sueco, interpretando a una rusa.
La película también se vio como un logro artístico en su dirección de arte y calidad de producción. El director de arte, Cedric Gibbons, fue uno de los más importantes e influyentes en la historia del cine estadounidense. Las escenas del lobby estaban extremadamente bien hechas, retratando un escritorio de 360°, lo que permitió al público ver al hotel y la acción de todos los personajes, cambiando así la forma en que se crearon los decorados a partir de ese momento.

### "Quiero estar sola"

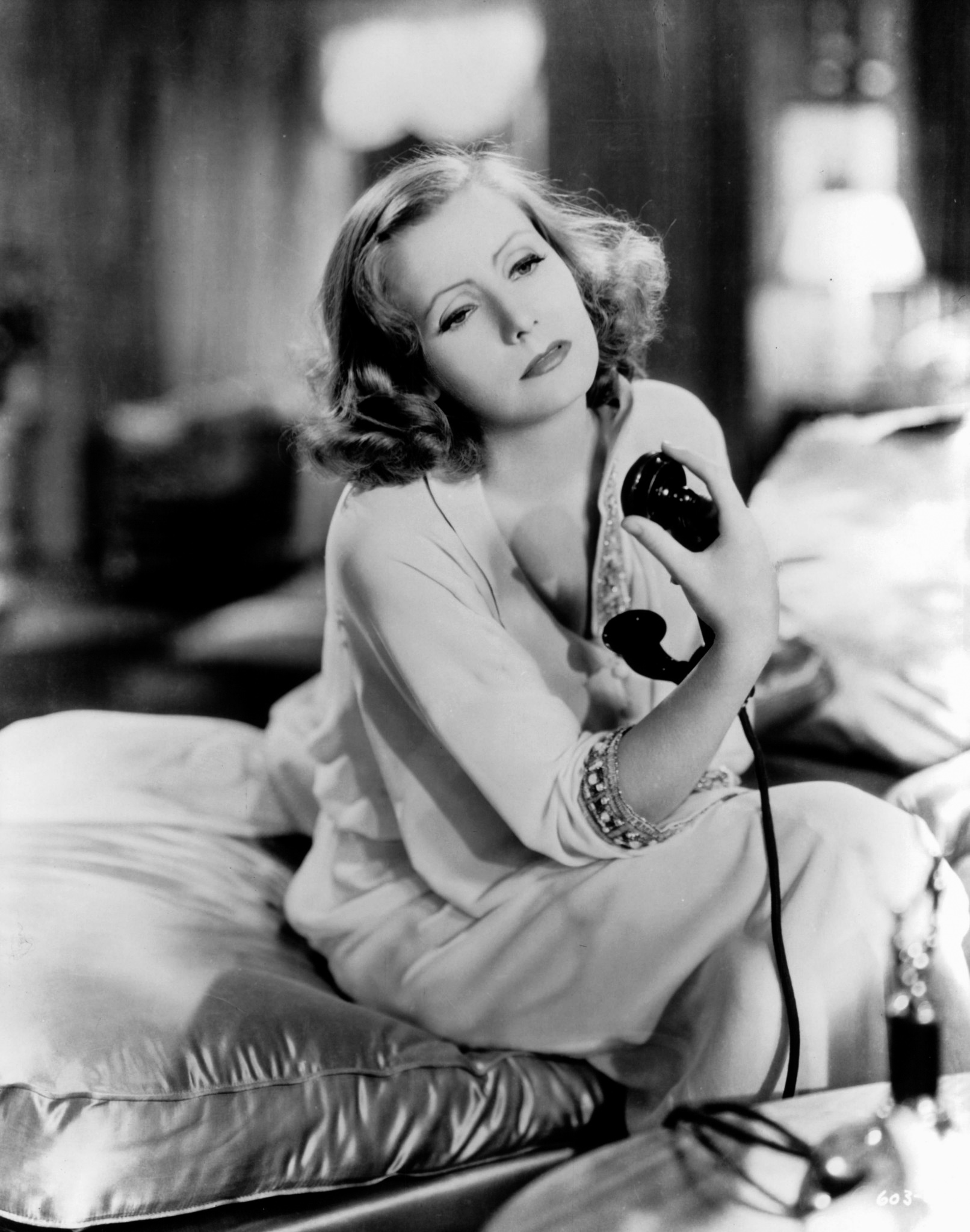
Escena donde Grusinskaya (Greta Garbo) lanza su famosa frase "Quiero estar sola".
Fotograma del filme.

El personaje de Greta Garbo, interpretando a Grusinskaya, pronuncia la frase "Quiero estar sola" e, inmediatamente después, "Solo quiero estar sola". Poco después, en una conversación con el barón Félix von Gaigern, ella dice "Y quiero estar sola". Refiriéndose a su uso legendario como una caracterización de su vida personal reclusiva, Garbo insistió más tarde, "Nunca dije que quería estar sola, solo dije 'quiero que me dejen en paz'. Ahí está toda la diferencia".

## Recepción
Alfred Rushford Greason, de Variety, comparando la película con la obra de teatro, escribió: «puede que no satisfaga del todo a los espectadores que estaban fascinados por su hábil dirección escénica y sus interpretaciones contenidas, pero atraerá y sostendrá al público más amplio al que ahora se dirige». Añadió: «El drama se desarrolla con una velocidad que nunca pierde su control, incluso durante la duración extrema de casi dos horas, y hay un patrón cautivador de comedia inesperada que lo recorre todo, siempre fresco y siempre oportuno».

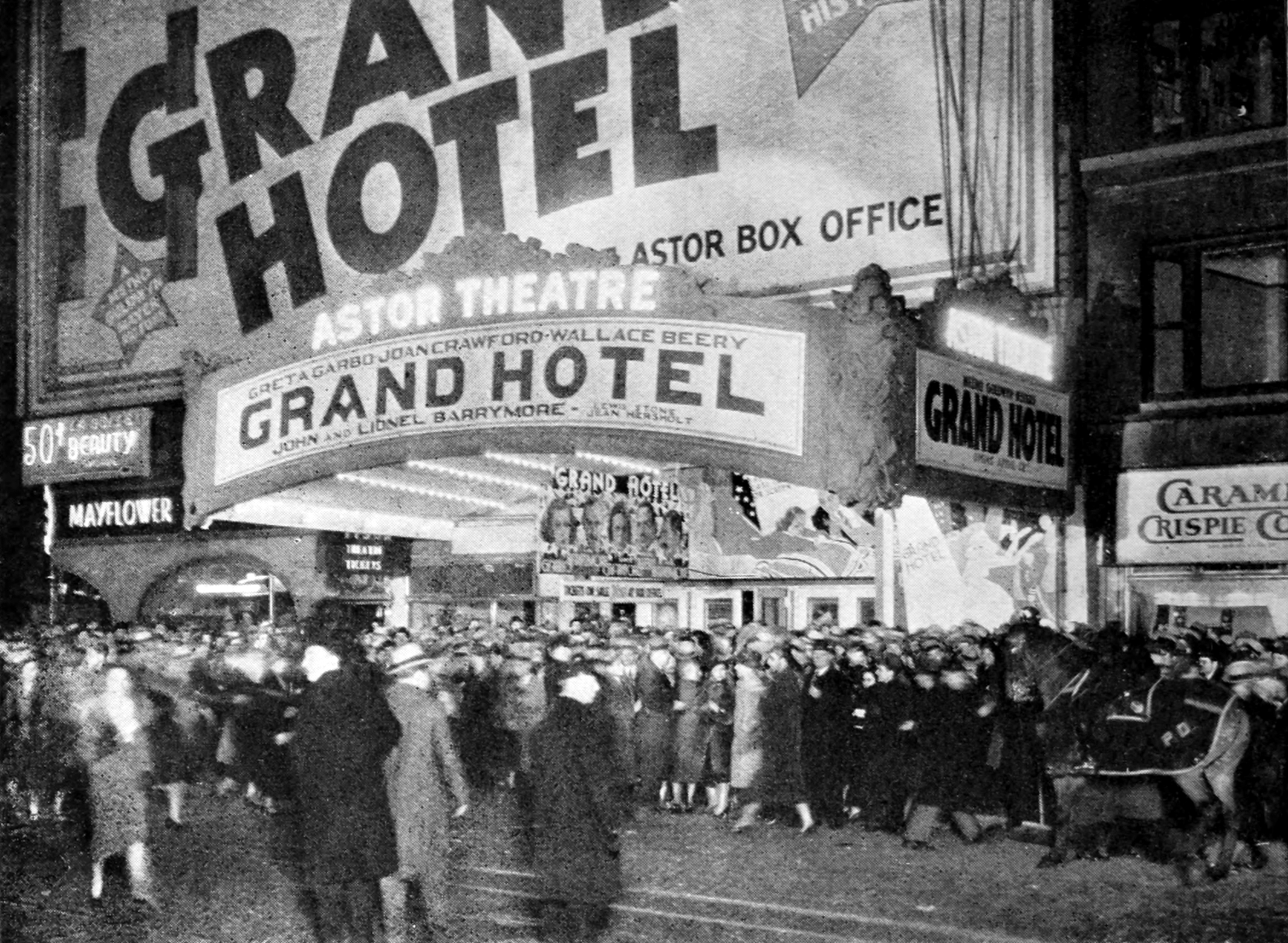
Estreno de Grand Hotel en el Astor Theatre de Nueva York.
Fotografía, 12 de abril de 1932.

Mordaunt Hall de The New York Times elogió las actuaciones de Greta Garbo y John Barrymore, en una crítica mayoritariamente positiva. «La imagen se adhiere fielmente al original [dijo], y aunque sin duda carece de la vida, la profundidad y el color de la obra, por medio de excelentes caracterizaciones mantiene a la audiencia en alerta».
Film Daily lo llamó un "drama absorbente" que "nunca se retrasa" y "uno de los asuntos de películas con más clase que hayas visto en mucho tiempo".
John Mosher de The New Yorker lo calificó como una "película ingeniosa y astuta", elogiando a Goulding como "un director que por fin le a Garbo lo que merece" y por su "ingenioso" trabajo de cámara, "saboreando, sospecho, las ventajas que ofrece la pantalla en estos aspectos sobre el escenario, donde el torpe y constante cambio de escenas obstruyó la acción de la obra".
Actualmente, la película tiene una calificación del 85% en el sitio web rotativo Rotten Tomatoes. El sitio considera que el consenso de los críticos es "Tal vez una película menos verdadera que una serie de viñetas plagadas de estrellas. Grand Hotel sigue siendo una mirada entretenida, una época pasada de Hollywood".
Escribiendo en 2009, Blake Goble de The Michigan Daily lo llamó "el original Ocean's Eleven por su poder de estrella" y lo comparó con Gosford Park "por su densa estructura e historias". Añadió, "[E]l ritmo es rápido, la actuación es elocuente y las historias son realmente interesantes. Es pura teatralidad. Pero Hotel perduró gracias a su simplicidad, y el poder de la estrella tampoco duele. Esto es grandioso, el viejo Hollywood capturado en la película".

### Premios
Grand Hotel se presentó a la 5.ª ceremonia de los Premios Óscar solo con una nominación en la categoría de «Producción sobresaliente» (actual Mejor película), el cual ganaría finalmente. Se convirtió en la única película de la historia, a la fecha, en solo conseguir ese galardón sin poseer nominaciones en ninguna otra categoría competitiva.
| Año  | Categoría                | Receptor            | Resultado |
| ---- | ------------------------ | ------------------- | --------- |
| 1932 | Producción sobresaliente | Metro-Goldwyn-Mayer | Ganadora  |